# Pontoscolex corethrurus
Pontoscolex corethrurus är en ringmaskart som först beskrevs av Mueller.  Pontoscolex corethrurus ingår i släktet Pontoscolex och familjen Glossoscolecidae. Inga underarter finns listade i Catalogue of Life.